# Kleines Wiesenvögelchen

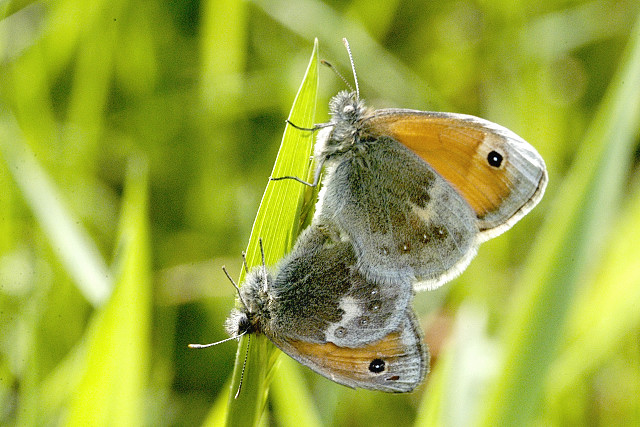
Paarung

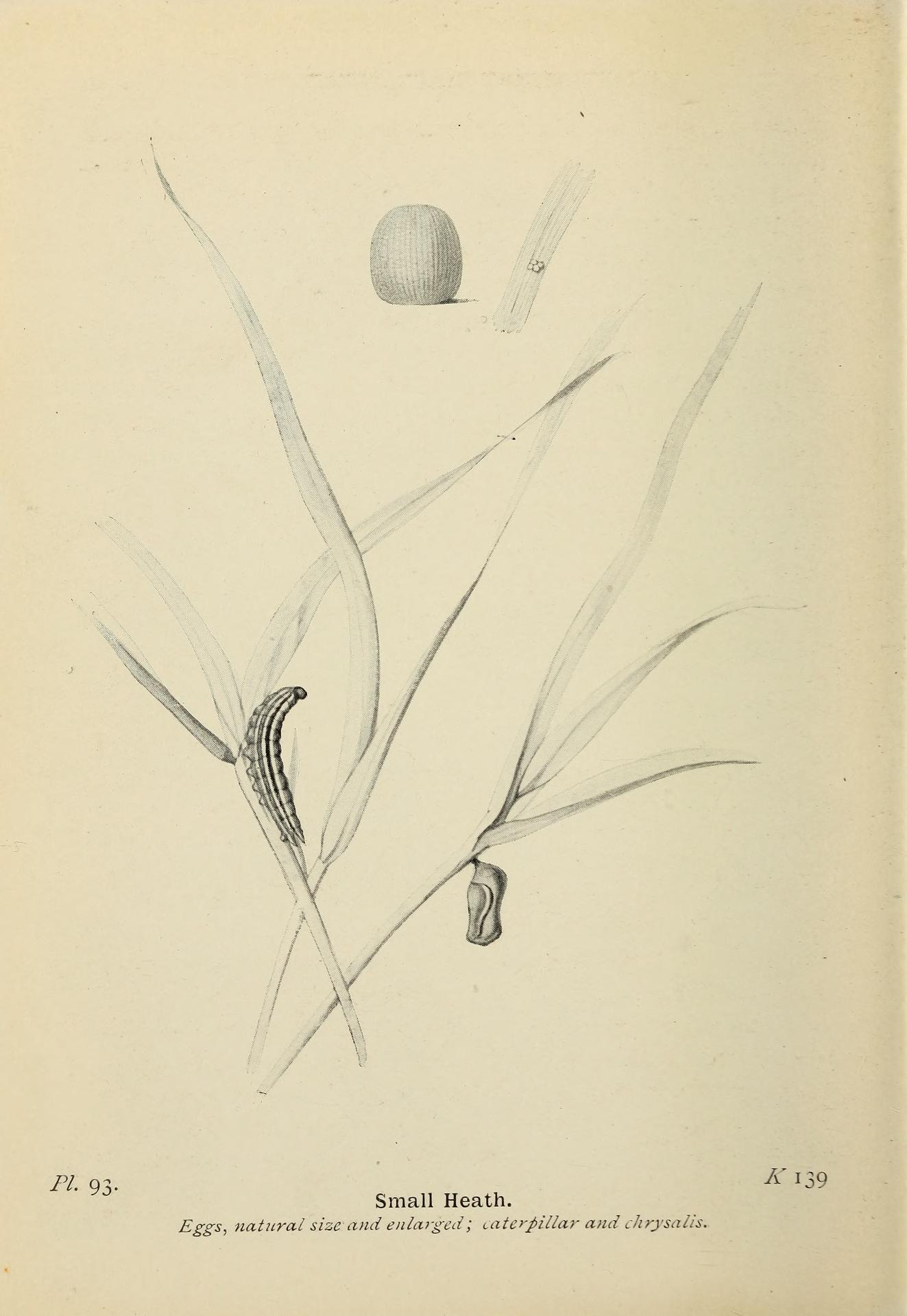
Ei, Raupe und Puppe des Kleinen Wiesenvögelchens aus Richard South: The Butterflies of the British Isles

Das Kleine Wiesenvögelchen (Coenonympha pamphilus) ist ein Schmetterling (Tagfalter) aus der Familie der Edelfalter (Nymphalidae) und wird auch als Kleiner Heufalter bezeichnet.

## Beschreibung
Die Falter erreichen eine Flügelspannweite von 23 bis 33 Millimetern. Sie haben bräunliche, ockerfarbene oder leicht ins Orange gehende Flügeloberseiten mit einem nicht scharf abgegrenzten, grauen Rand und einem verwaschenen, dunklen Punkt nahe der Spitze des Vorderflügels. Die Hinterflügelunterseiten von Coenonympha pamphilus sind variabel, weißgelb, grau oder gräulich gefärbt und haben eine angedeutete helle Querbinde. Die Unterseiten der Vorderflügel sind kräftiger orange gefärbt und haben einen weiß gekernten und hell umrandeten schwarzen Augenfleck nahe der Flügelspitze, der manchmal fehlt oder reduziert sein kann.

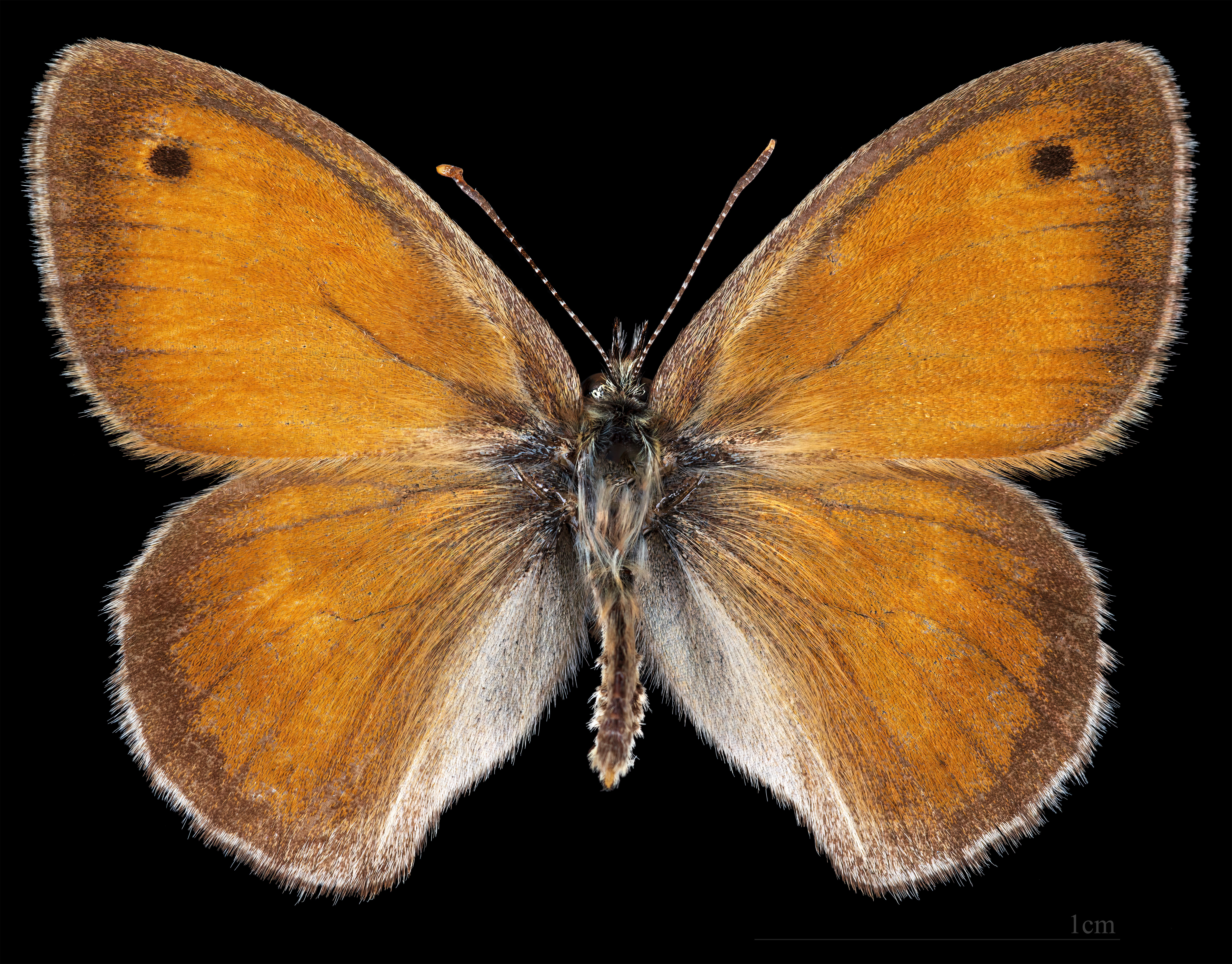
Coenonympha pamphilus ♂
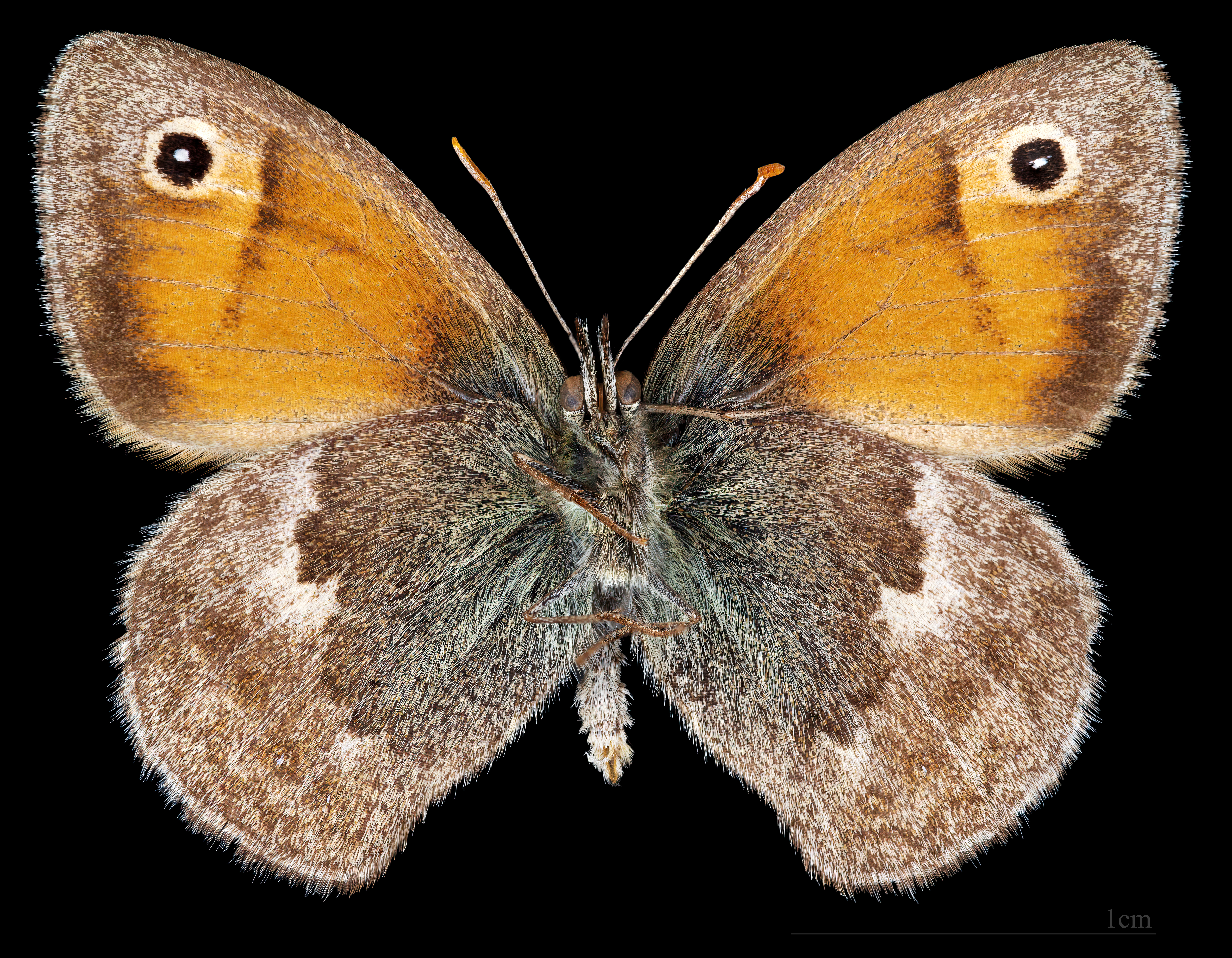
Coenonympha pamphilus ♂ △

Die Eier sind zunächst grün, später braun gesprenkelt. Die Raupen werden etwa 18 Millimeter lang. Sie sind hellgrün, inklusive der Kopfkapsel, und tragen am Rücken eine dunkle, hell gesäumte Längslinie. Je auf den Seiten haben sie eine weitere, gut erkennbare, gelb-weiße Linie. Am Hinterleibsende ragen zwei kleine Zipfel hervor. Die hellgrüne Stürzpuppe ist stark untersetzt und trägt auf den Flügelscheiden einen oder zwei dunkle Streifen, die breit hell gesäumt sind.

### Ähnliche Arten
- Großes Wiesenvögelchen (Coenonympha tullia) (Müller, 1764)
- Coenonympha rhodopensis Elwes, 1900
- Coenonympha thyrsis (Freyer, 1845)
- Coenonympha lyllus (Esper, 1805)

## Verbreitung
Das Kleine Wiesenvögelchen ist in fast ganz Europa weit verbreitet und häufig, es fehlt jedoch auf Orkney, Shetland, Nordnorwegen, Kreta, wo es durch Coenonympha thyrsis ersetzt wird, und den Inseln der südöstlichen Ägäis. Es wird auf der Iberischen Halbinsel mit Ausnahme des nördlichen Teils, auf den Balearen, Sardinien und im westlichen Nordafrika durch Coenonympha lyllus ersetzt. Außerdem kommt es in Nordafrika, der Türkei und dem Mittleren Osten bis in die Mongolei vor. Die nördliche Verbreitung reicht bis zum Polarkreis. In der vertikalen Verbreitung erreichen die Falter 2000 Meter Höhe (Alpen), in Nordafrika sogar 2700 Meter.

## Lebensweise
Das Kleine Wiesenvögelchen ist gut an die hohen Temperaturen des Offenlandes angepasst und lebt auf Wiesen, Weiden, Magerrasen mit Lücken oder Fahrspuren und an anderen grasigen Stellen auf Böschungen, Weg- und Feldrändern, Sand- und Kiesgruben oder Ruderalflächen.
Besonders bei niedrigen Temperaturen zeigen die größeren Männchen Territorialverhalten. Diese Territorien werden von unverpaarten Weibchen aktiv zur Balz aufgesucht und von schon verpaarten gemieden. Kleinere Männchen mit geringerer Paarungswahrscheinlichkeit halten sich außerhalb dieser Territorien auf.
Die Weibchen legen ihre Eier einzeln an trockenen Stängeln nahe am Boden in niederwüchsigen Grasbeständen ab. Die Raupen entwickeln sich unterschiedlich schnell. Die Raupen können in jedem der Raupenstadien überwintern und vorher noch eine Sommerpause einlegen. Die Tiere verpuppen sich nahe dem Boden an Pflanzen.

### Flugzeit
Die Falter fliegen meistens in zwei oder drei Generationen (multivoltin) von Februar bis November. In klimatisch ungünstigen Regionen wie im nördlichen Skandinavien, in Schottland und den Hochlagen der Alpen entwickelt sich nur eine Generation im Sommer. Das Erscheinen der ersten Generation und ihrer Individuenzahl ist dabei sehr stark vom Klima des Lebensraums abhängig.

### Nahrung der Raupen
Als Raupennahrungspflanzen dienen Echter Schaf-Schwingel (Festuca ovina), Wiesenrispengras (Poa pratensis) und andere Süßgrasarten der Gattungen Rispengräser (Poa), Schwingel (Festuca), Straußgräser (Agrostis), Schmielen (Deschampsia), Ruchgräser (Anthoxanthum), Borstgräser (Nardus), Zwenken (Brachypodium), Silbergräser (Corynephorus), Kammgräser (Cynosurus) und Traubenhafer (Danthonia).

## Systematik
Das Kleine Wiesenvögelchen wurde von Carl von Linné 1758 in der 10. Auflage der Systema Naturae als Papilio pamphilus erstbeschrieben. Der Typenfundort ist Schweden.

### Synonyme
- Papilio menalcas Poda, 1761
- Papilio procris Geoffroy, 1764
- Papilio nephele Hufnagel, 1766
- Coenonympha pamphiloides Reakirt, 1866

### Unterarten
Es wurden sehr viele Unterarten beschrieben, deren Status aber unklar ist. Von vielen Autoren wird auch Coenonympha lyllus als Unterart betrachtet. Allerdings unterscheidet sich die Raupe auf der Iberischen Halbinsel durch eine schwarze statt einer grünen Kopfkapsel vom Kleinen Wiesenvögelchen und die Falter durch eine Silberlinie am Außenrand der Flügelunterseite. Entlang der Kontaktzone in Nordspanien sind keine sympatrischen Vorkommen der beiden Taxa bekannt. Die Verhältnissen im Mittleren Osten sind ungeklärt und die Präimaginalstadien bisher unbeschrieben.
- Coenonympha pamphilus marginata Heyne, [1894]
- Coenonympha pamphilus orantia Fruhstorfer, 1908
- Coenonympha pamphilus scota Verity, 1910
- Coenonympha pamphilus australis Verity, 1914
- Coenonympha pamphilus barcionis Verity, 1926
- Coenonympha pamphilus centralis Verity, 1926
- Coenonympha pamphilus londinii Verity, 1926
- Coenonympha pamphilus fulvolactea Verity, 1926
- Coenonympha pamphilus centralasiae Verity, 1926
- Coenonympha pamphilus infrarasa Verity, 1926
- Coenonympha pamphilus juldusica Verity, 1926
- Coenonympha pamphilus ferghana Stauder, 1924
- Coenonympha pamphilus nitidissima Verity, 1926
- Coenonympha pamphilus asiaemontium Verity, 1926

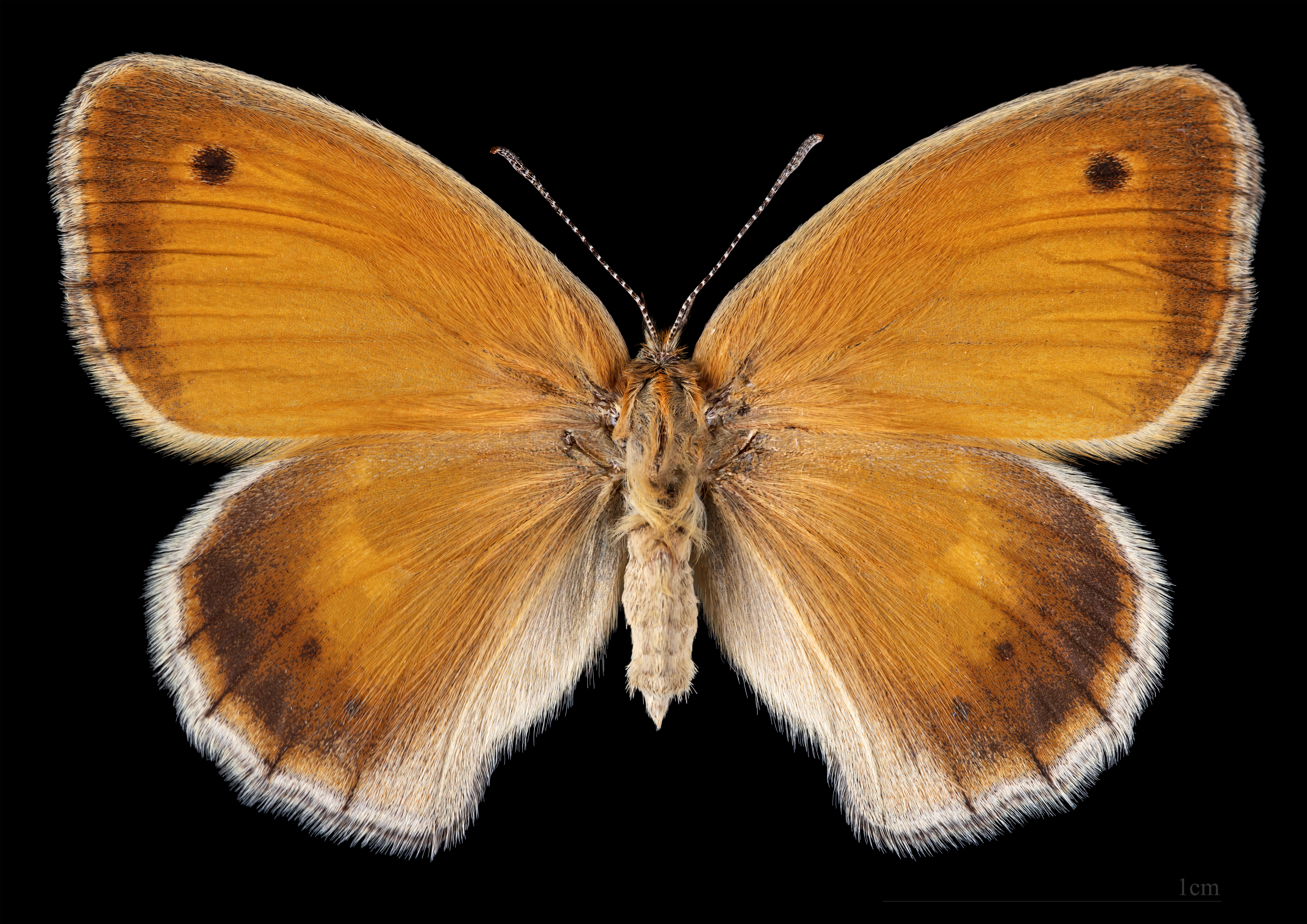
Coenonympha pamphilus marginata ♀
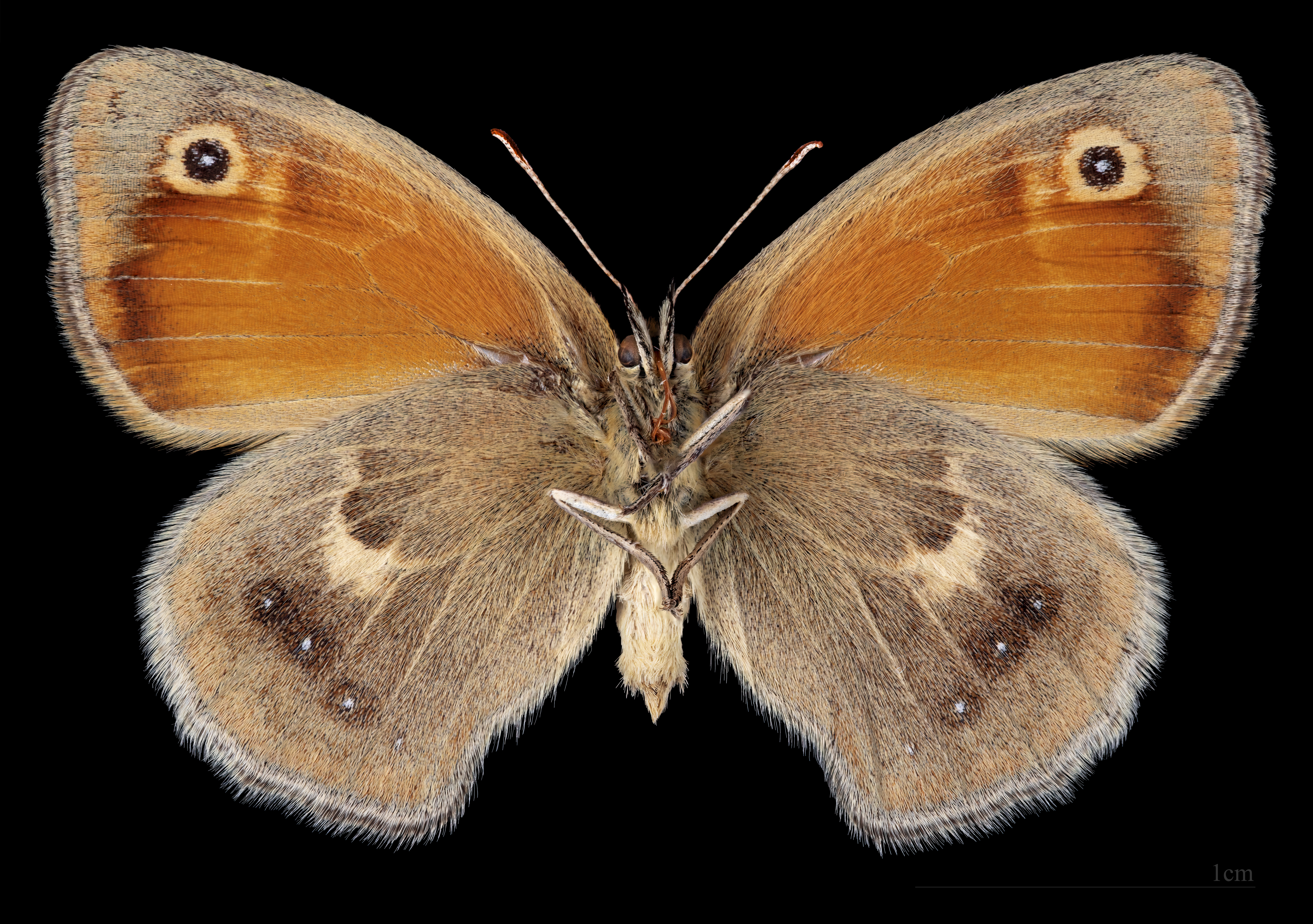
Coenonympha pamphilus marginata ♀ △